# سورباس

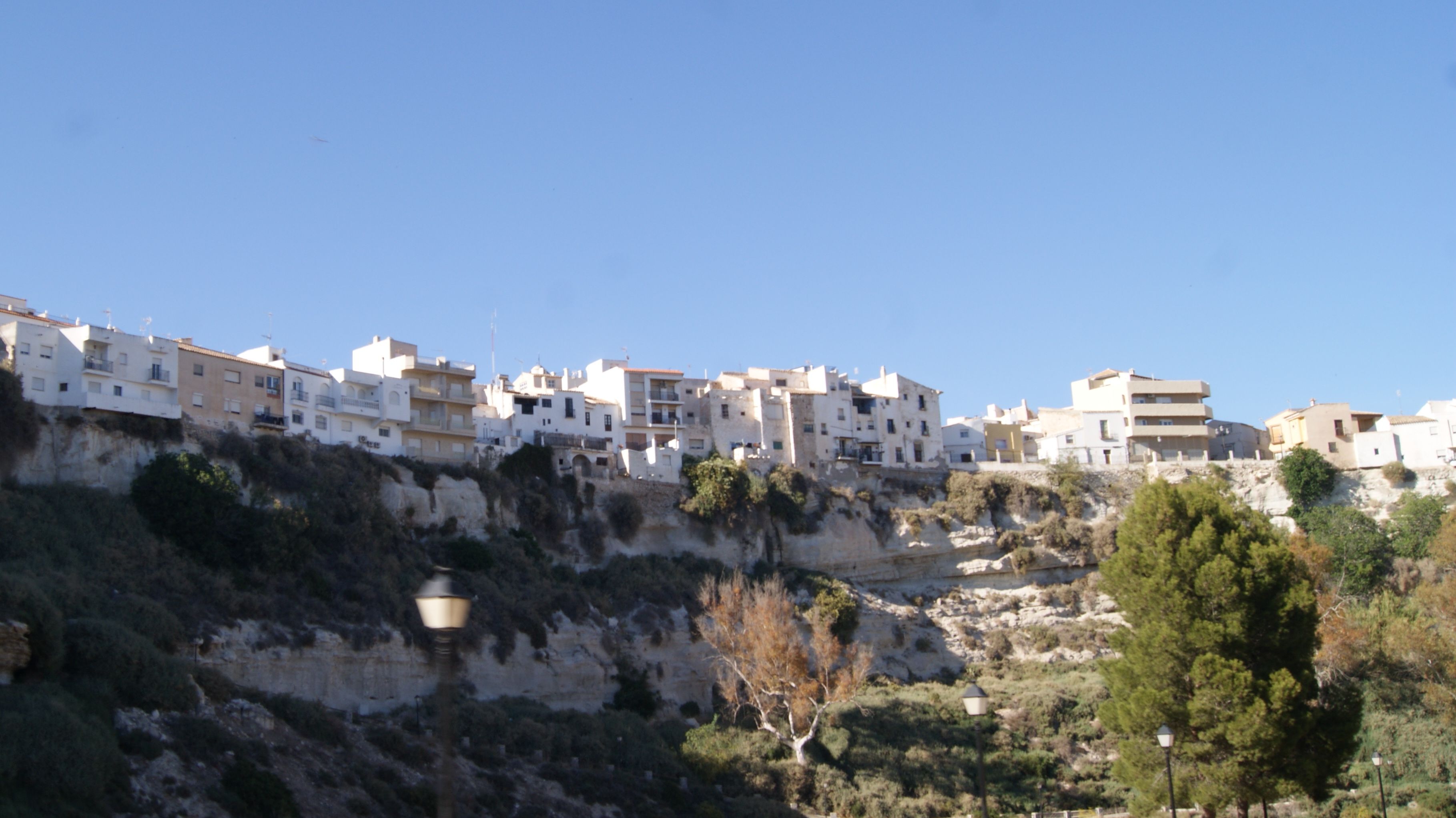

سُرباس دهستانی در استان آلمریای اسپانیا است.
در این دهستان ۲٬۷۳۲ نفر زندگی می‌کنند. مساحت این دهستان ۲۴۹ کیلومتر مربع است.